# Cirque de Gavarnie

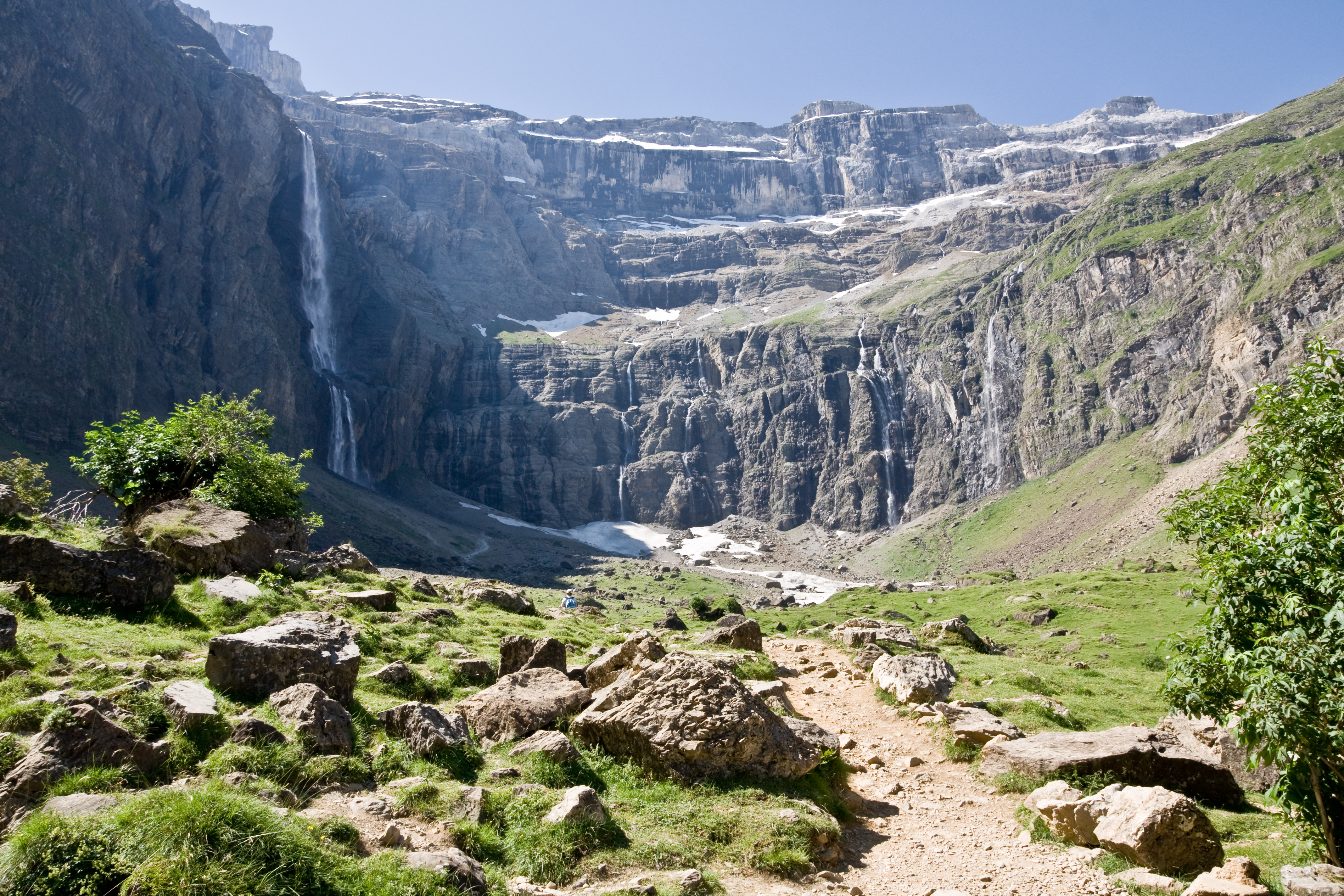
Cirque de Gavarnie, po lewej widoczny Wodospad Gavarnie

Cirque de Gavarnie – cyrk lodowcowy położony w środkowych Pirenejach, w Parku Narodowym Pirenejów, blisko miejscowości Gavarnie w departamencie Pireneje Wysokie. Cyrk ma średnicę około 800 m. Otaczają go liczne szczyty, m.in. Astazou, Pico Marboré czy Pic du Taillon. Najbardziej charakterystycznymi punktami na obszarze karu są przełęcz Brèche de Roland oraz Wodospad Gavarnie.